# Liegi
Liegi (in francese Liège, in vallone Lidje, in olandese Luik, in tedesco Lüttich) è una città francofona del Belgio, capoluogo dell'omonima provincia nella Vallonia. La popolazione ammonta a circa 195 000 abitanti (600 000 considerando l'agglomerato urbano). Per numero di abitanti, Liegi è la prima area urbana della Vallonia e la terza del Belgio, dopo gli agglomerati di Bruxelles e Anversa. La città è anche il quinto comune più popolato del Belgio dopo Bruxelles, Anversa, Gand e Charleroi. 
La città è situata nella valle della Mosa, nel Belgio orientale, non lontano dai confini con i Paesi Bassi (Maastricht è a circa 33 km (20,5 miglia) a nord) e con la Germania (Aquisgrana è a circa 53 km (32,9 miglia) nord-est). A Liegi, la Mosa incontra il fiume Ourthe. La città fa parte del sillon industriel, l'ex spina dorsale industriale della Vallonia. È ancora il principale centro economico e culturale della regione.
A Liegi c'è un'università, altri college, un teatro di prosa, un teatro d'opera e altre istituzioni culturali.
Liegi è soprannominata la Cité ardente (Città ardente). Questa espressione è ripresa dal titolo di un romanzo storico del 1905 del conte Henry Carton de Wiart, nel quale l'autore cerca di celebrare il coraggio degli abitanti della città di fronte al nemico Carlo il Temerario, nel XV secolo. Liegi ha fatto di questo titolo una seconda identità.

## Geografia fisica
La città di Liegi include gli ex comuni di Angleur, Bressoux, Chênée, Glain, Grivegnée, Jupille-sur-Meuse, Rocourt e Wandre (oltre al quartiere Sclessin dell'ex comune di Ougrée e ad alcune vie di Ans, Saint-Nicolas e Vottem).
L'agglomerato urbano è formato, oltre che dalla stessa città di Liegi e da alcune zone rurali, anche dai comuni limitrofi di Seraing, Saint-Nicolas, Ans, Herstal, Beyne-Heusay, Fléron, Chaudfontaine, Esneux e Flémalle.
La città è attraversata dal fiume Mosa. A Nord della città di Liegi, dalla Mosa si stacca il canale Alberto che collega Liegi al porto di Anversa, circa 130 km più a nord.
La città si trova a poca distanza dalle frontiere con altri Stati contigui al Belgio: i Paesi Bassi (25 km da Maastricht), la Germania (40 km da Aquisgrana) ed il Lussemburgo.
Liegi è servita da una stazione TGV (Train à Grande Vitesse - Treno ad alta velocità) chiamata Liège-Guillemins progettata dall'ingegnere spagnolo Santiago Calatrava, un aeroporto (Bierset), e un porto (terzo porto fluviale d'Europa).

## Storia
Dal 985 al 1795 fu la capitale di uno Stato indipendente sotto l'alta sovranità del Sacro Romano Impero, il principato vescovile di Liegi stando così sotto il governo anche politico dei suoi vescovi.
A Liegi morì l'imperatore Enrico IV nel 1106.
John Churchill, I duca di Marlborough, catturò la città dal vescovo-principe Giuseppe Clemente di Baviera e dai suoi alleati francesi nel 1704 durante la guerra di successione spagnola.
A metà del XVIII secolo le idee degli enciclopedisti francesi cominciarono a guadagnare popolarità nella regione. Il vescovo de Velbruck (1772-1784), ne incoraggiò la propagazione, preparando così la strada alla Rivoluzione di Liegi che iniziò nella città episcopale il 18 agosto 1789 e portò alla creazione della Repubblica di Liegi prima che fosse invasa dalle forze controrivoluzionarie della monarchia asburgica nel 1791.
Nel corso delle campagne della Rivoluzione francese, l'esercito francese prese la città: il 6 novembre 1792 le truppe francesi del Dumouriez assunsero il controllo del Principato e dei Paesi Bassi austriaci.
Dumouriez fece il proprio ingresso trionfale in Liegi il 28 novembre ed al suo seguito rientrarono gli esuli fuggiti dal Principato a seguito della Rivoluzione di Liegi, mentre il Principe vescovo de Méan fuggiva verso la Germania.
Liegi venne annessa alla Prima Repubblica francese, all'interno del dipartimento dell'Ourthe; i francesi imposero un regime fortemente anticlericale, distruggendo la cattedrale di Notre-Dame-et-Saint-Lambert.
Il rovesciamento del Principato fu confermato nel 1801 dal Concordato cofirmato da Napoleone Bonaparte e da papa Pio VII. La Francia perse la città nel 1815 quando il Congresso di Vienna la assegnò al Regno Unito dei Paesi Bassi. Il dominio olandese durò solo fino al 1830, quando la Rivoluzione belga portò alla creazione di un Belgio indipendente, cattolico e neutrale che incorporò Liegi. Dopo questo, Liegi si sviluppò rapidamente in una grande città industriale che divenne uno dei primi centri di produzione di acciaio su larga scala dell'Europa continentale. La Jacquerie vallone del 1886 vide una rivolta della classe operaia su larga scala. Non meno di 6 000 soldati regolari furono chiamati in città per sedare i disordini, mentre lo sciopero si diffuse in tutto il sillon industriel.
A Liegi nacque nel 1903 lo scrittore Georges Simenon; inoltre, vi nacque e morì il pittore fotografo Henri Brasseur (1918-1981).
Come parte del Septemberprogramm, l'Impero tedesco intendeva annettere direttamente alla Prussia la città di Liegi, da ribattezzare col nome tedesco di Lüttich, nei trattati di pace dopo la guerra.
La città è stata decorata con la Legione d'Onore per l'eroica resistenza dimostrata in occasione della battaglia di cui fu teatro nell'agosto 1914, durante la prima fase della prima guerra mondiale.

## Monumenti e luoghi d'interesse

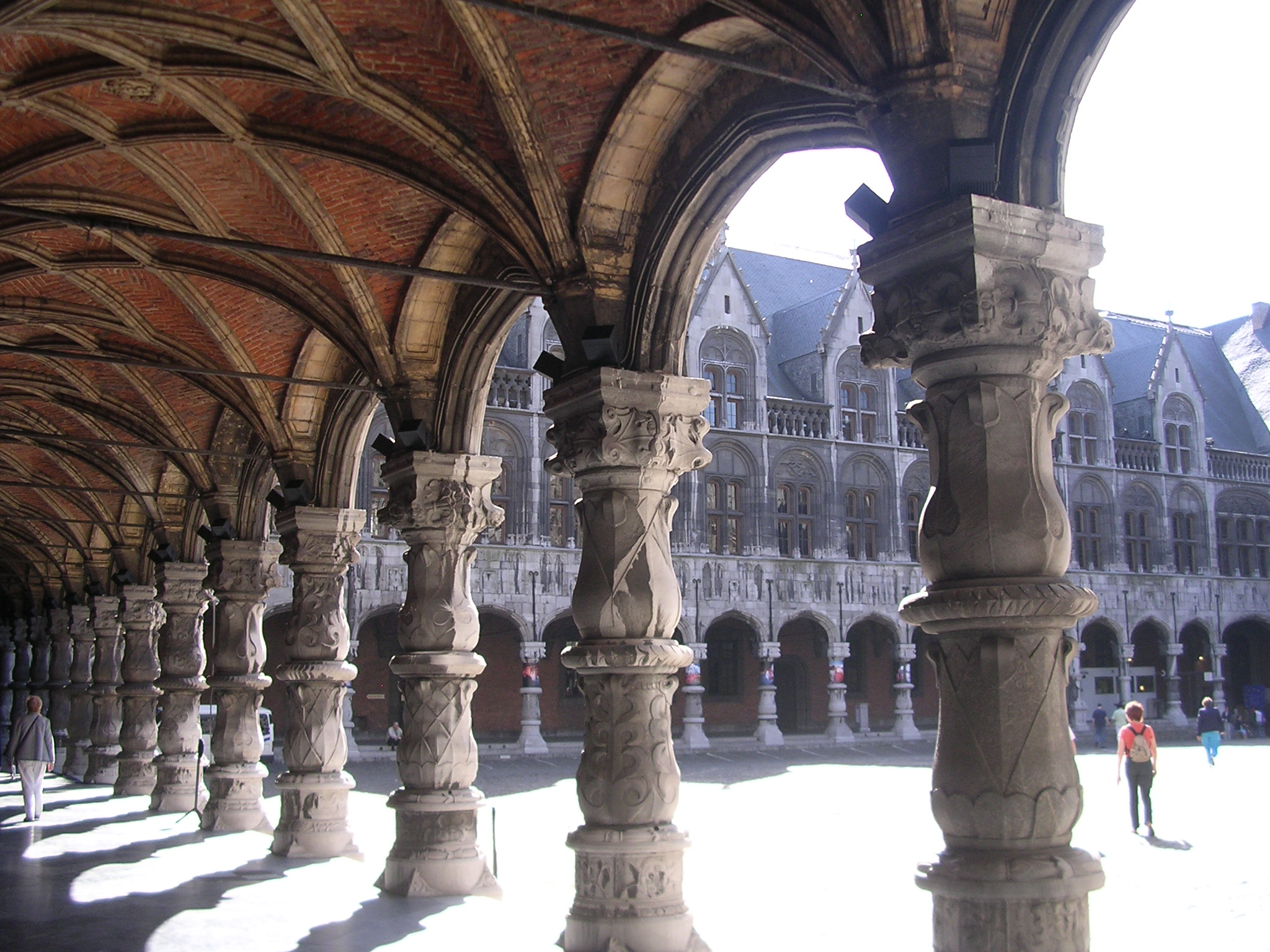
Il cortile del palazzo dei Principi-Vescovi di Liegi

Dalla sua lunga e ricca storia, Liegi ha conservato numerose testimonianze rilevanti, e bellissime chiese antiche di notevole interesse architettonico ed artistico.
- il Palazzo dei Principi-Vescovi di Liegi, Grande complesso architettonico iniziato alla fin del X secolo da Notger, poi ampliato nel XII secolo e infine completamente ricostruito fra il 1526 e il 1536 da Arnold van Mulcken in uno stile di transizione dal gotico fiammeggiante al rinascimentale. Nel 1737 venne modificata la facciata.
- la Cattedrale di San Paolo, mirabile edificio gotico, iniziato nel 1232 in stile gotico primitivo e terminato nel 1430 in stile gotico fiammeggiante.
- la Chiesa di San Giacomo, splendido edificio gotico fiammeggiante eretto da Arnold van Mulcken tra il 1513 e il 1538. Presenta un ricchissimo interno con complicate volte stellari affrescate a motivi vegetali, sculture ornamentali e magnifiche vetrate cinquecentesche.
- la Collegiata di San Bartolomeo, una delle più antiche chiese cittadine, eretta in stile romanico, secondo l'influsso mosano, fra l'XI e il XII secolo. Tuttavia nel Settecento l'interno e il portale vennero barocchizzati.
- la Collegiata di San Giovanni Evangelista
- il Municipio, detto La Violette, costruito nel 1714.
- la Montagne de Bueren, alta scalinata in memoria dei soldati morti nella battaglia di Liegi nel XV secolo.

## Società

### Evoluzione demografica
La città ospita una numerosa comunità italiana, a causa dell'immigrazione dovuta al suo essere stata un centro minerario. Un importante viale di Liegi è intitolato a Roma.

## Clima
| Liegi               | Mesi | Mesi | Mesi | Mesi | Mesi | Mesi | Mesi | Mesi | Mesi | Mesi | Mesi | Mesi | Stagioni | Stagioni | Stagioni | Stagioni | Anno |
| Liegi               | Gen  | Feb  | Mar  | Apr  | Mag  | Giu  | Lug  | Ago  | Set  | Ott  | Nov  | Dic  | Inv      | Pri      | Est      | Aut      | Anno |
| ------------------- | ---- | ---- | ---- | ---- | ---- | ---- | ---- | ---- | ---- | ---- | ---- | ---- | -------- | -------- | -------- | -------- | ---- |
| T. max. media (°C)  | 4,8  | 6,2  | 9,5  | 13,3 | 17,8 | 21,0 | 22,3 | 22,2 | 19,3 | 14,6 | 8,5  | 5,5  | 5,5      | 13,5     | 21,8     | 14,1     | 13,8 |
| T. min. media (°C)  | −0,3 | 0,2  | 1,9  | 4,4  | 8,1  | 11,1 | 12,7 | 12,6 | 10,2 | 7,0  | 3,2  | 0,7  | 0,2      | 4,8      | 12,1     | 6,8      | 6,0  |
| Precipitazioni (mm) | 67   | 58   | 63   | 57   | 70   | 78   | 77   | 75   | 67   | 66   | 76   | 73   | 198      | 190      | 230      | 209      | 827  |

## Sport
Liegi è sede del Royal Standard de Liège, una delle più importanti società di calcio del Belgio ed è la città natale della campionessa di tennis Justine Henin, ex numero uno delle classifiche mondiali. 
La città è famosa nel mondo del ciclismo per ospitare ogni anno la partenza e l'arrivo della storica classica vallone Liegi-Bastogne-Liegi, detta "la Decana" per la sua antichità. Liegi è anche la sede del RFC Liégeois Rugby, il più antico club di rugby di Vallonia.

## Amministrazione

### Gemellaggi
- Volgograd, dal 1954[6]
- Torino, dal 1958[7]
- Porto, dal 1977[8]

## Specialità
A Liegi viene prodotta la birra Jupiler che sponsorizza il campionato belga di calcio dando vita all'omonima competizione Jupiler League.

## Il mercato domenicale

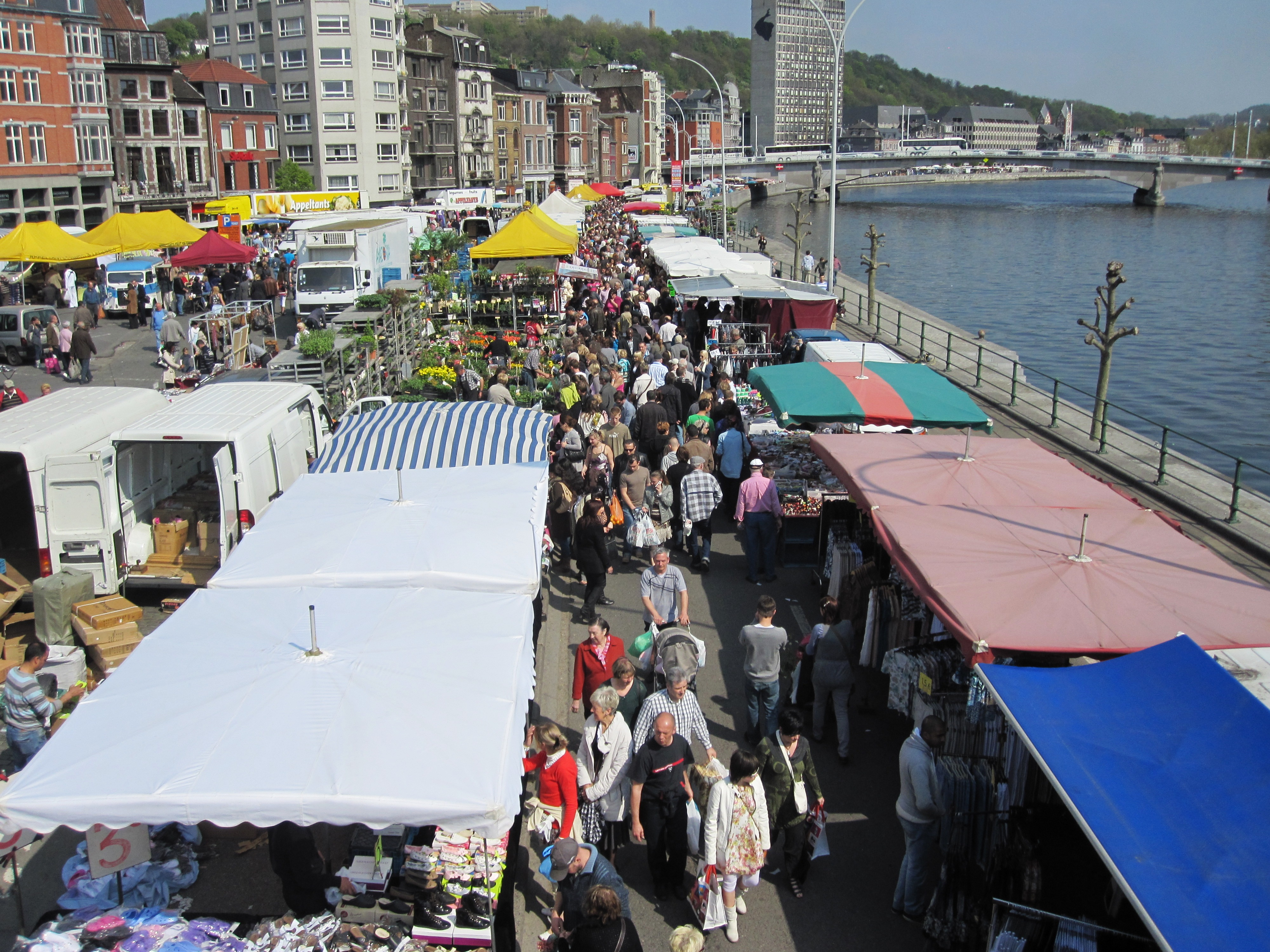
Il mercato domenicale di Liegi

Liegi ospita ogni domenica uno dei più grandi mercati d'Europa chiamato Marché de la Batte sul lungofiume della Mosa. Lungo più di tre chilometri con quasi cinquecento negozianti: fruttivendoli, fiorai, macellai, pescivendoli, venditori di vestiti e biancheria per la casa, libri nuovi e di seconda mano e anche animali vivi sia da compagnia quali: pesci, cani, gatti, conigli, tartarughe e pavoni, sia da consumo quali: galline, oche, anatre e conigli. 
Una delle sue particolarità è l'esposizione in vendita di prodotti italiani sia freschi (mozzarella, ricotta, ecc.) sia importati (formaggi, pasta, salumi, ecc.) da parte di negozianti che spesso parlano l'italiano. L'altra peculiarità è il cibo da strada (il cosiddetto street food) multietnico.